# André D. Robert
Pour les articles homonymes, voir André Robert et Robert (patronyme).
André D. Robert, né le 22 janvier 1951 est un pédagogue français, professeur émérite de sciences de l'éducation à l'université Lyon-II français. Il est spécialiste des politiques éducatives, du syndicalisme enseignant, et de l'identité professionnelle enseignante.

## Biographie
André Désiré Robert fait des études de philosophie, discipline qu'il enseigne en lycée, puis il est professeur de psychopédagogie à l'école normale nationale d'apprentissage de Saint-Denis. Il soutient une thèse de doctorat en sciences de l'éducation, intitulée Trois syndicats d'enseignants face aux réformes scolaires. Positions idéologiques du SNI, du SNES et du SGEN par rapport au système d’Éducation nationale entre 1968 et 1982. Essai d'interprétation sous la direction de Viviane Isambert-Jamati à l'université Paris-Descartes en 1989.
Il est nommé maître de conférences de sciences de l'éducation à l'IUFM de Créteil (1991-1995) puis à l'université Rennes-II (1995-1998). En 1998, il est nommé professeur à l'université Lumière-Lyon-II et prend sa retraite académique en 2017. 

### Responsabilités institutionnelles
De 2007 à 2016, il dirige l'école doctorale Éducation, psychologie, information et communication (EPIC ED 485).  En 2010, il fonde le laboratoire Éducation, cultures, politiques, (EA 4571) qu'il dirige jusqu'en 2012. 
Il est rédacteur en chef de la Revue française de pédagogie, de 1999 à 2003 et président de la section 70 (sciences de l'éducation) du CNU de 2011 à 2015,.

### Activités de recherche et éditoriales
André D. Robert s'intéresse à la problématique de la « forme scolaire ». Un colloque sur ce thème est organisé à Lyon 2 en juin 2017,.
Il étudie, d'un point de vue socio-historique, la recomposition identitaire des PEGC, aux professeurs des classes élémentaires des lycées et collèges, à propos desquels il a créé le concept de « démo-élitisme », désignant une conception élitiste qui a prétendu faire de l'enseignement secondaire traditionnel, en se fondant sur l'existence de classes primaires dans les établissements secondaires jusqu'au milieu des années 1960, le point de référence de tout l'enseignement français. 
En 2002, il participe à un ouvrage collectif, Quand l'école se mobilise, avec Agnès van Zanten, Marie-France Grospiron et Martine Kherroubi qui étudie en trois monographies consacrées à une école primaire, un collège et un lycée, durant les années 1990, les « modalités de transformation des professionnalités éducatives ».
Il consacre en 2010 un ouvrage à l'école en France depuis 1945, depuis la préparation du plan Langevin-Wallon, s'essayant à une typologie qui va de l'«école conquérante» à l'école «postmoderne», en passant par l'«école hésitante». 
Il a copiloté, de 2011 à 2013, avec le philosophe Alain Kerlan, une recherche financée par l'ANR : Politiques de l'enfance : le cas de l'éducation artistique. Il a co-organisé, avec Jean-Yves Seguy, une journée d'études à Lyon 2 en mars 2016, sur l'instruction à domicile.
Il a dirigé, dans le cadre de l'International Standing Conference for History of Education (ISCHE), un travail sur les formes de la grève enseignante comme révélateur des tensions inhérentes à la conception même de la profession enseignante.  
Depuis 2016, il co-dirige, dans le même cadre de l'ISCHE, une recherche intitulée « Réformisme(s), Progressisme(s), Conservatisme(s) en éducation » (REFORPRO).
Archives ouvertes sur HAL : https://hal.science/search/index?q=Andr%C3%A9+D%C3%A9sir%C3%A9+Robert

## Publications
- Système éducatif et réformes (1944-1993), Paris, Nathan, 1993, 254 p.
- Le syndicalisme des enseignants (écoles, collèges, lycées), Paris, La Documentation Française/CNDP, 1995, 178 p.  (ISBN 2-11-003406-8)
- L’analyse de contenu, Paris, PUF, collection Que-sais-je?, no 3271, 1997, 128 p.  (ISBN 978-2-13-056383-9)
- Actions et décisions dans l’Éducation nationale, Un itinéraire de recherche, Paris, L’Harmattan, 1999, 176 p.  (ISBN 2-7384-7870-0)
- Les IUFM et la formation des enseignants aujourd’hui avec Hervé Terral, Paris, PUF, 2000, 161 p.  (ISBN 2-13-050909-6)
- Les contenus d’enseignement en question, histoire et actualité, Documents, Actes et rapports pour l’éducation, Rennes, CRDP de Bretagne, 2000, 158 p.  (ISBN 2-86634-334-4)
- Quand l’école se mobilise, avec Agnès van Zanten, M.F. Grospiron, M. Kherroubi, Paris, La Dispute, 2002, 270 p.
- Le syndicalisme enseignant et la recherche : clivages, usages, passages, Grenoble, Lyon, PUG-INRP, coll. Politique « en plus », 2004,  390 p.  (ISBN 2 7061 1156 9)
- L’école et l’argent. Quels financements pour quelles finalités ? avec R.F. Gauthier, Paris, Retz, 2005, 176 p.  (ISBN 978-2-02-091467-3)
- Miroirs du syndicalisme enseignant, Paris, Nouveaux regards Syllepse, 2006, 187 p.  (ISBN 2-84950-127-1)
- L’école en France de 1945 à nos jours Grenoble, PUG, rééd. 2015, 372 p.  (ISBN 978-2-7061-2407-5)
- La pensée critique des enseignants. Éléments d’histoire et de théorisation, avec B. Garnier, Mont-St-Aignan, PURH, 2015, 284 p.  (ISBN 979-10-240- 0575-1)
- Enfants et artistes ensemble, Recomposition de l’enfance, refondation des politiques de l’enfance, avec A. Kerlan, Nancy, PUN, 2016, 234 p.  (ISBN 2814302868)
- Professeurs des écoles au 21e siècle. Portraits socio-professionnels, avec F. Carraud, Paris, PUF, coll. Éducation et société, 2018.  (ISBN 978-2-13-073395-9)

Sélection d'articles :
- Une culture ‘contre’ l’autre : les idées de l’éducation nouvelle solubles dans l’institution scolaire d’État ? Autour de la démocratisation de l’accès au savoir ”, revue internationale Paedagogica Historica, Vol. 42, Nos 1 & 2, February 2006, 249-261, London, Routledge, Taylor & Francis Group

- « La IVe République et les questions de l’égalité et de la justice dans l’ensenseignement du second degré : le changement sans la réforme' », Revue française de pédagogie, no 159 , 2007.

- Avec Tyssens Jeffrey, “ Comparer deux grèves prolongées d’enseignants : Belgique francophone 1996, France 2003”, Éducation & sociétés, no 20, 2007/2, 61-73.

- Avec Tyssens Jeffrey, « Introduction: mapping teachers’strikes : a ‘professionalist’ approach »', Paedagogica historica, volemme 44, Issue 5, 501-516,  2008 .

- “Autour de mai 68, la pédagogie en question. Le colloque d’Amiens »', Les Sciences de l'éducation - Pour l'Ère nouvelle, vol. 41, no 3, 27-45, 2008.

- « A propos de philosophie et sociologie, hommage à Jean-Claude Forquin' », revue de philosophie Le Télémaque, décembre 2010.

- « El fin de la fortaleza docente en la postmodernidad' », Inventio, no 18, Nueva epoca, julio-octubre 2013, 1 3-22.

- « The French school system and the Universalist Metanarrative (1880-200’s): some reflections about so-called explanatory notions such as ‘la forme scolaire”, European Educational Research Journal, Volume 12, n° 2, 2013

- La commission Cathala et le modèle anglais, Londres 1942-43, Carrefours de l'éducation, no 41, mai 2016, 63-79.

- Avec Seguy, Jean-Yves, L’instruction dans les familles et la loi du 28 mars 1882 : paradoxe, controverses, mise en œuvre (1880-1914), no 143, 2015, Histoire de l’éducation

- Syndicalisme enseignant en Europe : https://ehne.fr/article/education-enseignement-et-formation/democratisations-et-inegalites-scolaires-en-europe/les-syndicats-denseignants-et-la-democratisation-de-lecole-en-europe-dans-la-seconde-moitie-du-xxe-siecle (mis en ligne le 13 décembre 2019)

- Avec Seguy Jean-Yves, "The French « classes nouvelles » (1945-1952): why is it so difficult to change traditional pedagogy?" In  Espacio, Tiempo y Educacion, vol. 7, no 1, Janero-Enero, 2020. https://www.espaciotiempoyeducacion.com/ojs/index.php/ete/index

- Avec Droux Joëlle,et  Hofstetter Rita "Les organisations internationales au prisme du transnational turn : le cas de l’éducation",  Relations internationales 2020/3, no 183

- " Le Bureau international d’éducation et l’Éducation nationale française. Échanges, circulations d’idées et de pratiques (1950-1970)",  Relations internationales 2020/3, no 183,

- "Des façons de penser les marges de l'obligation d'instruire et d'éduquer", Modernos & Contemporeanos, Revista de Filosofia do IFCH da Universidade Estadual de Campinas, v.3, n.9, jul./dez., 2020.
- Notice ISAMBERT-JAMATI Viviane, dans le Dictionnaire biographique Maitron en ligne, parue le 3 juin 2022: https://maitron.fr/spip.php?article248611
- Entretien avec Antoine PROST, "Archives, syndicalisme enseignant, histoire de l’éducation : entretien avec Antoine Prost" in Carrefours de l’éducation, 2022/1 (no 53), p. 151-168 (entretien réalisé en collaboration avec Yves Verneuil)
- entretien avec André D. Robert par Pierre Périer et Pascal Guibert, "La question de la Reconnaissance  comme support de revendications syndicales", in P. Guibert, R. Malet et P. Périer (coords), dossier Les enseignants et la reconnaissance professionnelle, Education & Sociétés, 48, 2022/2, p. 97-113.
- "Conquête et défense du principe de laïcité en France (XIXe - début XXIe siècle)". Revista Eletrônica de Educação, [S. l.], v. 16, p. e5466016, 2022. DOI: 10.14244/198271995466. Disponível em: https://www.reveduc.ufscar.br/index.php/reveduc/article/view/5466. Acesso em: 22 dez. 2022.
- « Les enseignants français, leur représentation syndicale et la question de leur identité professionnelle (premier et second degrés) », Revue Internationale d’Education, no 91, décembre 2022, p. 79-89
- « Du programme de « l’éducation-basée-sur-la science » aux conditions socio-épistémiques d’un progrès de la raison éducative » Annuel de la Recherche en Philosophie de l’Education , 3 , [https://www.sofphied.org/annuel-de-la-recherche-en-philosophie-de-l-education/arphe-2022/dossier/article/du-programme-de-l-education-basee-sur-la-science-aux-conditions-socio]
- "Une philosophe engagée dans le moment 68 à Lyon: Jeannette Colombel" , p. 195-212,dans L. Mathieu, V. Porhel, J.-Y. Seguy, Y. Verneuil (dir.) Écoles en révolte, Le moment 68 à Lyon, du collège à l'université, Presses universitaires de Lyon, Lyon, 2023
- "Maurice Lacroix et l'école unique (1927). Une singulière combinaison entre élitisme et démocratisation", p. 213-227 dans B. Garnier, M. Safra (dir.), Les Compagnons de l'Université nouvelle. Histoire, mémoire et postérité. PUR, 2023.
- "Le Parti communiste français à la recherche de sa politique scolaire (1921-1934), dans Histoire de l'éducation, no 160, 2023 (avec Pierre Kahn).
- André Désiré Robert. Qui sont, et que font en matière philosophique, les « philosophes lyonnais de l’éducation » du premier XXe siècle ?. Annuel de la Recherche en Philosophie de l’Éducation, 2025, 5. ⟨hal-04975100⟩